# Паличское озеро
Паличское озеро (Паличко; серб. Палићко језеро) — озеро в Сербии. Наибольший естественный водоём Сербии. Находится в 8 км от города Суботица. Около города Палич. Площадь составляет 5,6 км², а максимальная глубина — 3,5 м. Расположено на высоте 98 метр над уровнем моря.
В озере водится 19 видов рыб. Из птиц в районе озера зарегистрированных видов — 207, из которых 101 вид гнездятся.
В настоящее время Паличское озеро является популярным туристическим объектом.

## География
Озеро мелкое, со средней глубиной от 1,5 до 2 м, а самая глубокая точка составляет 3,5 м. Его длина составляет 8 км, а ширина — до 1 км.
На представление о том, что озеро было остатком моря, повлияло его географическое положение (на дне бывшего моря) и тот факт, что вода в озере была солёной. Более вероятно, что оба озера и близлежащая река Кереш-ер являются остатками бывших рек, которые разливались по Паннонскому бассейну. Исследования показали, что слои лёсса моложе аллювиальных, поэтому озёра не могут быть остатками прежнего течения Дуная, поскольку ветер естественным образом покрыл бы их песком и лёссом.
Из-за нестабильного гидрологического режима озеро постоянно исчезало и появлялось снова.

## История

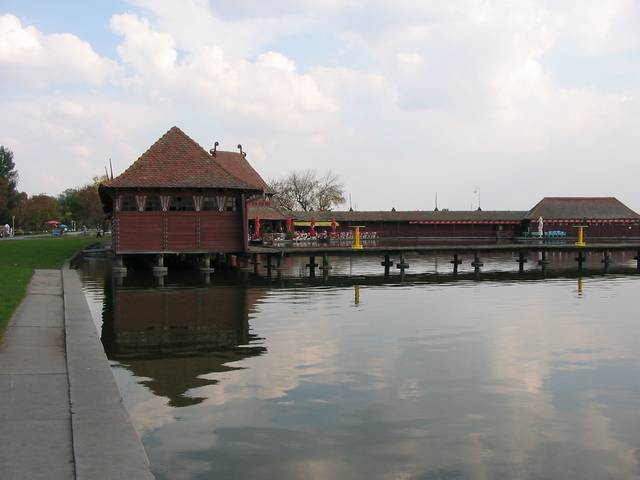
Женски штранд

Популярная местная легенда о происхождении озера, которая также объясняет название, гласит, что пастух Павел (Пал по-венгерски, Павле по-сербски) пас своих овец в этом районе. У него был ягнёнок с золотым руном, но однажды ягнёнок исчез, и безутешный Павел так плакал, что его слёзы залили пастбище и образовали солёное озеро. Озеро тогда называлось Paligo Palus на латыни, Palics на венгерском или Павлова бара на сербском.
Озеро было впервые упомянуто в июне 1462, когда венгерский король Матвей Корвин передал его матери, королеве — матери Венгрии Эржебет Силадьи, как часть Пусты — Чонград-Чанад. Оно упоминалось как Палидж. В османской записи 1580 года была упомянута деревня Палегихаза в Суботицкой нахии. Надпись гласит, что в деревне 10 домов, и что все платили налоги.
В 1845 году были построены первый санаторий с деревянными ваннами и постоялый двор. Данные о качестве воды относятся к 1847 году, когда был проведён первый химический анализ. Озеро превратилось в курорт, а вода использовалась для производства газированной воды. С конца 19-го и большую часть 20-го века обычным явлением было циклическое развитие зарастания с последующим умерщвлением рыбы. В 1970 году эвтрофикация достигла своего пика, и почти всё живое в озере погибло. В 1971 году озеро было осушено, ил был извлечён и удален, фильтры были установлены, и озеро было повторно заполнено в 1976 году, но в следующие десятилетия озеро снова стало загрязненным.
Город Палич расположен на северном берегу озера, где со временем появились парки и отели. Поскольку в то время мужчинам и женщинам не разрешалось купаться вместе, Велики (Мушки) штранд (Мужской пляж) был расположен на востоке, а Женски Штранд (Женский пляж) — на западе. Их разделяет небольшой мыс, который называется Любавни Рт (Мыс Любви).

## Флора и фауна
На охраняемой территории озера обитает более 200 видов птиц. Во время осушения и повторного заполнения озера в 1970-х годах из высушенного ила образовался искусственный остров. Они стали известны как птичьи острова, и сегодня являются единственным местом гнездования черноголовой чайки в Сербии. Окружающие кустарники являются средой обитания некоторых из наиболее находящихся под угрозой исчезновения птиц в Сербии, таких как мигрирующий малый баклан и гагарка.

## Охрана природы
Только в 2015 году был закончен пространственный план, который включал территорию между Паличским и соседним озером Крваво (серб. Крваво језеро), отделённым небольшой набережной. Территория включает 8,7 га. Все предыдущие планы также включали восстановление курорта Палич. Работы по благоустройству территории озера включают: устранение всех источников загрязнения озера азотом и фосфором; строительство канализации вокруг озера; создание защитной буферной зоны шириной 25 метров, которая предотвратит попадание удобрений с пахотных земель в озеро; замена видов рыб в озере; ужесточение режима очистки сточных вод Суботицы, которые до сих пор попадают в озеро. Некоторые экспериментальные работы на небольшом участке озера, который не открывается для туристов, дали определенный успех, но по состоянию на 2017 год всё ещё находится на стадии планирования. Ожидается, что изъятие прилегающих земель будет завершено к концу 2017 года, что позволит сформировать буферную зону и отвод сточных вод в городе Палич к 2018 году.
Аппарат с песчаным фильтром (песколов, «уловитель песка») смог удалить достаточно фосфата из воды, чтобы снизить его до уровня ниже 1 мм/л, в то время как уровень азота оставался немного выше допустимого количества, хотя очиститель удалил 70 % азота. Тем не менее, за период 2017-18 годов на озере несколько раз образовывалась розовая пена, и результаты показали, что качество воды ухудшилось. У специалистов, участвовавших в процессе консервации, нет однозначного ответа, почему: длительный период предыдущего загрязнения, погодные условия, засуха, несколько неисправностей фильтра (январь-март и август-сентябрь 2017 года) и т. д.. Испытания 2018 года показали, что основным загрязнителем воды являются фекальные бактерии. Предполагается, что для заживления озера потребуется не менее 5 лет.
Весной 2019 года было решено выловить всеядного и прожорливого серебряного карася. За несколько месяцев было выловлено более 20 тонн рыбы. После завершения проекта результаты показали первое улучшение качества воды в озере с 1998 года. Хотя вода все ещё относится к самой низкой, пятой категории и не подходит для купания, вода содержит меньше аммиачных и нитритных соединений и меньше водорослей, в то время как в озере снова появилась дафния, питающаяся фитопланктоном. Еще одна проблема — браконьерство. Помимо прямого ущерба от сокращения количества животных (в том числе охраняемых европейских болотных черепах), это также влияет на естественную очистку воды. Основная добыча браконьеров судак, играющий очень важную роль в пищевой цепи озера.
Дальнейшие необходимые изъятия в буферной зоне были проведены в 2019—2020 годах. Вся прилегающая территория была изъята уже в 1974 году, когда озеро было осушено. Однако с тех пор эрозия выветрила берега, поэтому участки, находившиеся в частной собственности, которые находились дальше от озера, теперь находятся на его берегах. Буферная зона состоит из четырёх уровней: 1)тростник в самой воде, который предотвращает размывание берегов волнами и создаёт среду обитания для птиц; 2)береговые откосы, населённые травянистыми растениями и место обитания рептилий; 3)лужайки, используемые только теми, кто управляет охраняемыми территориями и следит за ними; 4)пешеходная и велосипедная дорожки, по возможности со скамейками и остановками. Для создания буферной зоны необходимо было уничтожить монокультуру кустарников дикой ежевики, которая распространилась по всему озеру. Её заменили другими растениями, в основном люцерной, которые препятствуют распространению инвазионных травянистых растений. В феврале 2020 года сообщалось, что на озере были замечены некоторые виды птиц, ранее отсутствовавшие.

## Туризм

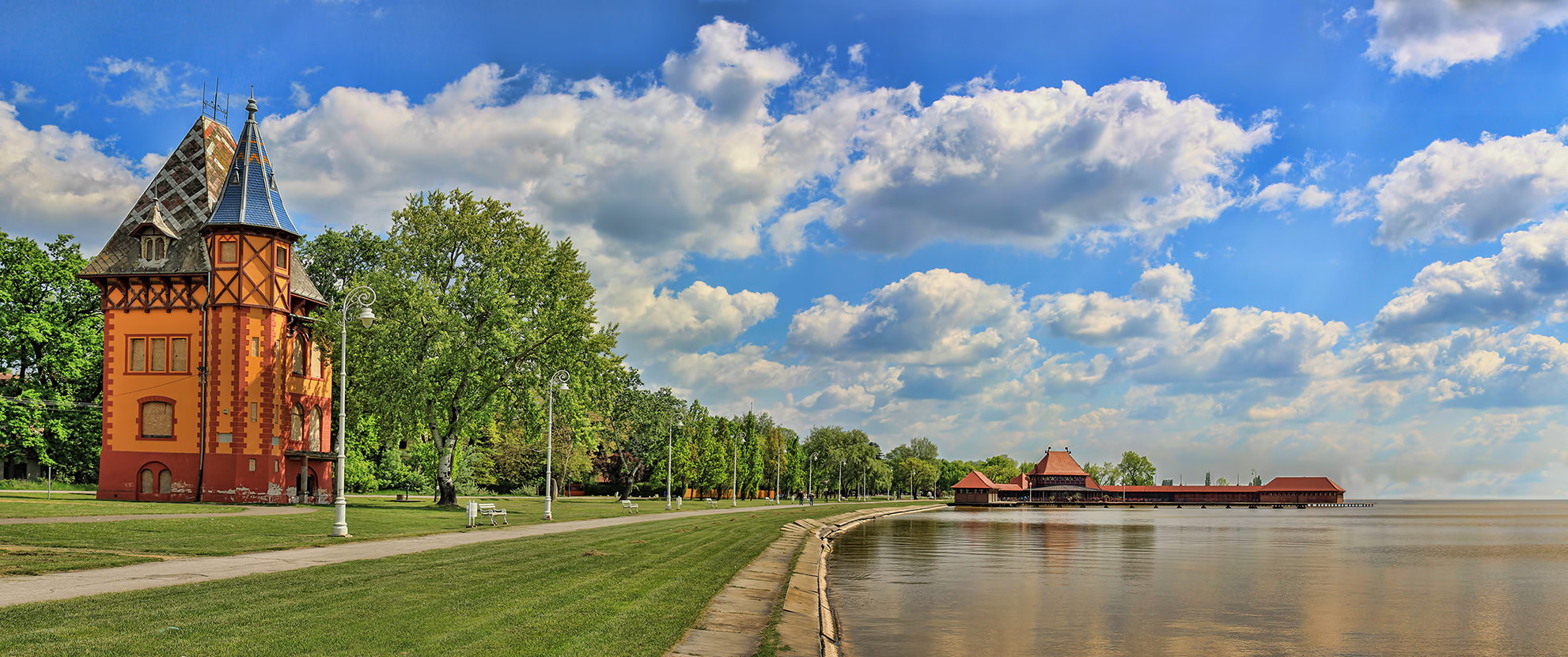
Палицкое озеро

31 мая 1950 года у северо-западного угла озера открылся небольшой зоопарк, в котором содержалось всего три животных (медведь, обезьяна и попугай). К 2020 году зоопарк Палича (Зоолошки врт Палић) вырос до 15 га, из которых 10 га были доступны для посетителей, и сотни видов с 450 отдельными экземплярами. Он известен территориями с дикими животными, окружен дендрарием с 320 видами растений и питомником. Ядро парка — несколько дубов, посаженных в 1710-х годах. Зоопарк ежегодно (на 2020 год) посещают более 150 000 человек.
Озеро частично окружено пешеходной и велосипедной дорожкой длиной 4,5 км..
Основные достопримечательности, находятся в основном вдоль северного берега, где расположен город Палич, включают Hotel Park XIX века, окружающий парк из платанов, посаженных в 1910-х годах, бывший легочный санаторий, роскошный Hotel Jezero, виллу Луиза (Lujza), красно-оранжевый замок и ресторан «Riblja Čarda». Вблизи озера расположены многие виноградники, Салаш адаптированный для туристов и Паличская водонапорная башня.
Вдоль близлежащего Кровавого озера (Крваво језеро) было построено жильё для участников молодёжных рабочих акций Палича 1970-х годов. В 1980-х годах здесь жили ученики школ и студенты, а в 1990-х годах здесь жили беженцы от югославских войн. В 2014 году в этом месте началось строительство крупнейшего студенческого курорта Сербии. Он занимает площадь 4,5 га, и после завершения строительства в 2021 году в нём будет 700 мест. В комплекс также входят спортивный и конференц-залы. Первые посетители ожидались весной 2020 года, но из-за пандемии COVID-19 всё было перенесено на март 2021 года.

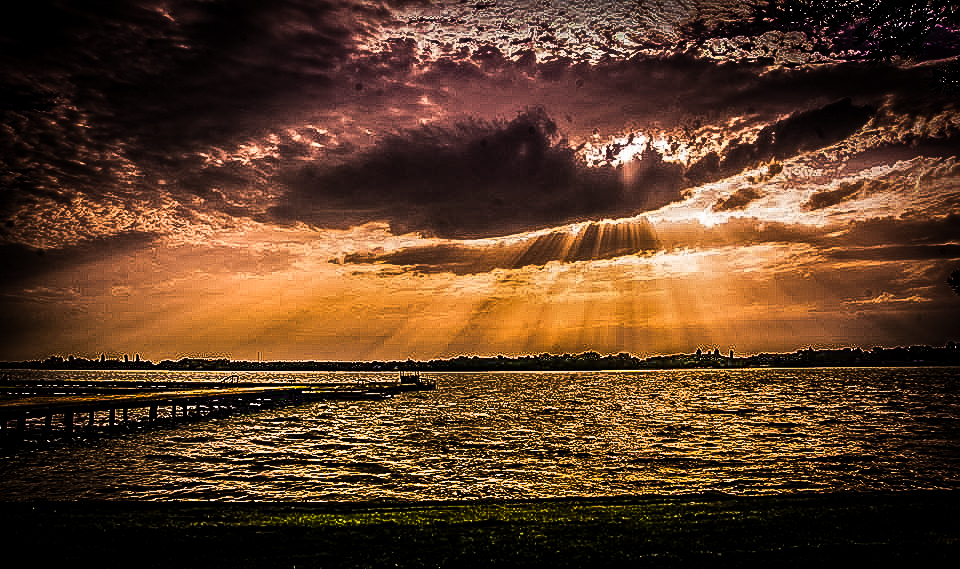
Закат над озером